# 善聰一郎
善聰一郎（日语：／ Zen Sōichirō，1959年—），日本男性動畫演出家、動畫導演。出身於神奈川縣。

## 來歷、人物
善聰一郎從橫濱國立大學退學後，於1983年加入動畫製作公司岡工作室，擔任兼職製作進行。1989年成為自由工作者，並參與了多部作品的分鏡、演出工作，包括電視動畫及電影《哆啦A夢 (1979年版)》和《我們這一家》。
他的導演作品包括《槍之國度》和2005年續訂的《哆啦A夢 (2005年版)》。他擔任任新版《哆啦A夢》導演長達12年，從2005年4月開播到2017年7月，並從2019年10月到2020年3月擔任總導演。即使在卸任導演和總導演職務後，他仍然繼續以分鏡和演出的身份參與該系列的製作。

## 參加作品

### 電視動畫
1979年
- 哆啦A夢 (1979年版)（—2005年，分鏡、演出）

1981年
- 忍者哈特利（演出）

1988年
- 光頭騙子禿丸（日语：つるピカハゲ丸）（分鏡、演出）

1989年
- 黑色推銷員（分鏡、演出）
- 大耳鼠（分鏡）
- 超人B（日语：ウルトラB）（演出）

1990年
- 八百八町表裏化妝師（日语：八百八町表裏 化粧師）（演出）

1992年
- 藤子不二雄A的佐須來君（日语：さすらいくん）（分鏡、演出）※善總一郎名義。
- 蠟筆小新（1992年—，分鏡、演出）

1994年
- 咕嚕咕嚕魔法陣 (1994年版)（分鏡、演出）

1995年
- 宇宙小毛球（分鏡、演出）

1996年
- 烏龍派出所（分鏡、演出）

1997年
- 忍企鵝真丸（日语：忍ペンまん丸）（分鏡、演出）
- 櫻桃子劇場 可吉可吉（分鏡）
- YAT安心！宇宙旅行（日语：YAT安心!宇宙旅行）（分鏡）

1998年
- 丸少爺（1998年—，分鏡、演出）

2000年
- 隨風飄的月影蘭（分鏡、演出）
- 第一神拳（—2002年，分鏡）

2001年
- 最終幻想：無限（分鏡）
- 熱帶雨林的爆笑生活（分鏡、演出）

2002年
- 槍之國度（日语：ガンフロンティア (漫画)）（導演[2]、分鏡、演出）
- 我們這一家（—2009年，演出）

2003年
- SUBMARINE SUPER 99（日语：潜水艦スーパー99）（分鏡）

2004年
- MONSTER（—2005年，分鏡）

2005年
- 哆啦A夢 (2005年版)（2005年—現在，導演 → 總導演[注 1]、分鏡、演出、初代副標題插圖&原畫、第2代OP分鏡&演出）

2005年 - 現在、監督 → チーフディレクター[注 1]・絵コンテ・演出・初代サブタイトルイラスト・原画／2代目OP絵コンテ・演出）

### 電影動畫
1993年
- 蠟筆小新：動感超人VS高衩魔王（演出助手）

1995年
- 2112年哆啦A夢的誕生（演出）

1997年
- 哆啦A夢：大雄的發條都市冒險記（演出）

1998年
- 哆啦A夢：大雄的南海大冒險（演出）

1999年
- 哆啦A夢：大雄的宇宙漂流記（演出）

2000年
- 哆啦A夢：大雄的太陽王傳說（演出）

2001年
- 哆啦A夢：大雄與翼之勇者（演出）

2003年
- Pa-Pa-Pa The★Movie 小超人帕門（演出）

2004年
- Pa-Pa-Pa The★Movie 小超人帕門：章魚DE砰，八條腿砰！（演出）

2015年
- 哆啦A夢：大雄的宇宙英雄記（OP演出）

### 其它
2016年
- 叮噹貓&哆啦A夢「砰叮噹貓挖這裡喵喵!?」（演出）

## 腳註

## 相關項目
- 日本動畫師列表（日语：アニメ関係者一覧）